# Список головних тренерів ЖФК «Легенда»
Список, наведений нижче, містить інформацію про всіх головних тренерів жіночого футбольного клубу «Легенда» (Чернігів), їхні статистичні показники та здобуті під їхнім керівництвом національні й міжнародні трофеї.
Засновник і перший головний тренер «Легенди» — Михайло Ющенко. Він очолював команду найдовше — протягом 12 років (з 1987 по 1998 рік) та провів із нею найбільшу кількість офіційних матчів (210). Йому ж належить перше вагоме досягнення «Легенди» — бронзові медалі чемпіонату України в сезоні 1992.
Першим тренером, який привів команду до виграшу трофея національного масштабу, став Сергій Умен (звання чемпіона України 2000 року). Під його керівництвом «Легенда» також оформила свій перший «золотий дубль» (2001) і вперше здобула міжнародний трофей — Відкритий Кубок Італії (2006). У підсумку Сергій Умен став найуспішнішим тренером «Легенди», який загалом виграв із командою 7 трофеїв — 3 титули чемпіона України, 2 Кубка України, 1 Зимову першість і Відкритий Кубок Італії. Йому ж належить клубний рекорд за кількістю «золотих дублів» — 2 з 4.
Деякі тренери «Легенди» свою діяльність у клубі поєднували з роботою в різних жіночих збірних. Микола Литвин, зокрема, протягом 2003 року одночасно обіймав посади головного тренера «Легенди» та національної збірної України. Сергій Умен у 2006 році тимчасово очолював збірну України у відбіркових матчах до чемпіонату світу. Михайло Ющенко у 1993—1994 роках входив до тренерського штабу збірної України, а у 1997—1998 роках перебував на посаді одного з двох тренерів молодіжної збірної України. Сергій Сапронов 2014 року працював одночасно головним тренером «Легенди» та дівочої збірної України (WU-15).

## Список тренерів
Статистичні показники містять інформацію лише про офіційні матчі
| №  | Тренер                   | Громадянство   | Початок роботи | Закінчення роботи | І   | В  | Н  | П  | % В  | Трофеї                                                                                                 | Прим.         |
| -- | ------------------------ | -------------- | -------------- | ----------------- | --- | -- | -- | -- | ---- | --- | ------------- |
| 1  | Михайло Ющенко           | СРСР → Україна | 1987           | 1998              | 210 | 96 | 43 | 71 | 45,7 | | [ 1 ]         |
| 2  | Микола Литвин            | Україна        | 1997           | 1997              | 18  | 12 | 2  | 4  | 66,6 | | [ 2 ]         |
| 3  | Анатолій Пісковець       | Україна        | січень 1999    | 13 травня 1999    | 0   | 0  | 0  | 0  | —    | | [ 3 ]         |
| 4  | Сергій Умен              | Україна        | травень 1999   | 2001              | 35  | 27 | 3  | 5  | 77,1 | Чемпіонат України (2): 2000, 2001 Кубок України: 2001                                                  | [ 4 ]         |
| 5  | Микола Литвин            | Україна        | 2002           | 2003              | 33  | 27 | 2  | 4  | 81,8 | Чемпіонат України: 2002 Кубок України: 2002                                                            | [ 5 ]         |
| 6  | Сергій Умен              | Україна        | 2004           | 2006              | 83  | 61 | 9  | 13 | 73,4 | Відкритий Кубок Італії: 2006 Чемпіонат України: 2005 Кубок України: 2005 Зимова першість України: 2005 | [ 6 ]         |
| 7  | Анатолій Пісковець       | Україна        | 22 січня 2007  | лютий 2007        | 0   | 0  | 0  | 0  | —    | | [ 7 ]         |
| 8  | Володимир Жилін          | Україна        | лютий 2007     | 20 жовтня 2007    | 20  | 12 | 4  | 4  | 60   | | [ 8 ]         |
| 9  | Валерій Третьяков (в.о.) | Україна        | 21 жовтня 2007 | 2007              | 3   | 2  | 0  | 1  | 66,6 | | [ 9 ] [ 10 ]  |
| 10 | Сергій Сапронов          | Україна        | 2008           | 19 травня 2012    | 90  | 65 | 9  | 16 | 72,2 | Чемпіонат України (2): 2009, 2010 Кубок України: 2009                                                  | [ 11 ]        |
| 11 | Володимир Кулик          | Україна        | 20 травня 2012 | 2013              | 34  | 20 | 3  | 11 | 58,8 | Зимова першість України: 2013                                                                          | [ 12 ]        |
| 12 | Сергій Сапронов          | Україна        | 2014           | вересень 2014     | 10  | 6  | 0  | 4  | 60   | | [ 13 ] [ 10 ] |
| 13 | Юрій Грузнов (в.о.)      | Україна        | вересень 2014  | 2014              | 4   | 2  | 0  | 2  | 50   | | [ 14 ]        |
| 14 | Володимир Кулик          | Україна        | 2015           | 2018              | 87  | 53 | 14 | 20 | 60,9 | | [ 15 ]        |

## Статистика

### За кількістю трофеїв
| № | Тренер          | Кількість | Трофеї та роки їх здобуття |
| - | --------------- | --------- | --- |
| 1 | Сергій Умен     | 7         | Відкритий Кубок Італії: 2006 Чемпіонат України (3): 2000, 2001, 2005 Кубок України (2): 2001, 2005 Зимова першість України: 2005 |
| 2 | Сергій Сапронов | 3         | Чемпіонат України (2): 2009, 2010 Кубок України: 2009                                                                            |
| 3 | Микола Литвин   | 2         | Чемпіонат України: 2002 Кубок України: 2002                                                                                      |
| 4 | Володимир Кулик | 1         | Зимова першість України: 2013 |

### За кількістю «золотих дублів»
| № | Тренер          | Кількість | Роки       |
| - | --------------- | --------- | ---------- |
| 1 | Сергій Умен     | 2         | 2001, 2005 |
| 2 | Микола Литвин   | 1         | 2002       |
| 2 | Сергій Сапронов | 1         | 2009       |

### За кількістю матчів
| № | Тренер             | Кількість |
| - | ------------------ | --------- |
| 1 | Михайло Ющенко     | 210       |
| 2 | Володимир Кулик    | 121       |
| 3 | Сергій Умен        | 118       |
| 4 | Сергій Сапронов    | 100       |
| 5 | Микола Литвин      | 51        |
| 6 | Володимир Жилін    | 20        |
| 7 | Юрій Грузнов       | 4         |
| 8 | Валерій Третьяков  | 3         |
| 9 | Анатолій Пісковець | 0         |

### За кількістю перемог
| № | Тренер            | Кількість |
| - | ----------------- | --------- |
| 1 | Михайло Ющенко    | 96        |
| 2 | Сергій Умен       | 88        |
| 3 | Володимир Кулик   | 73        |
| 4 | Сергій Сапронов   | 71        |
| 5 | Микола Литвин     | 39        |
| 6 | Володимир Жилін   | 12        |
| 7 | Валерій Третьяков | 2         |
| 7 | Юрій Грузнов      | 2         |

### За відсотком перемог
| № | Тренер            | %    |
| - | ----------------- | ---- |
| 1 | Микола Литвин     | 76,4 |
| 2 | Сергій Умен       | 74,5 |
| 3 | Сергій Сапронов   | 71   |
| 4 | Валерій Третьяков | 66,6 |
| 5 | Володимир Кулик   | 60,3 |
| 6 | Володимир Жилін   | 60   |
| 7 | Юрій Грузнов      | 50   |
| 8 | Михайло Ющенко    | 45,7 |